# Wied-Neuwied

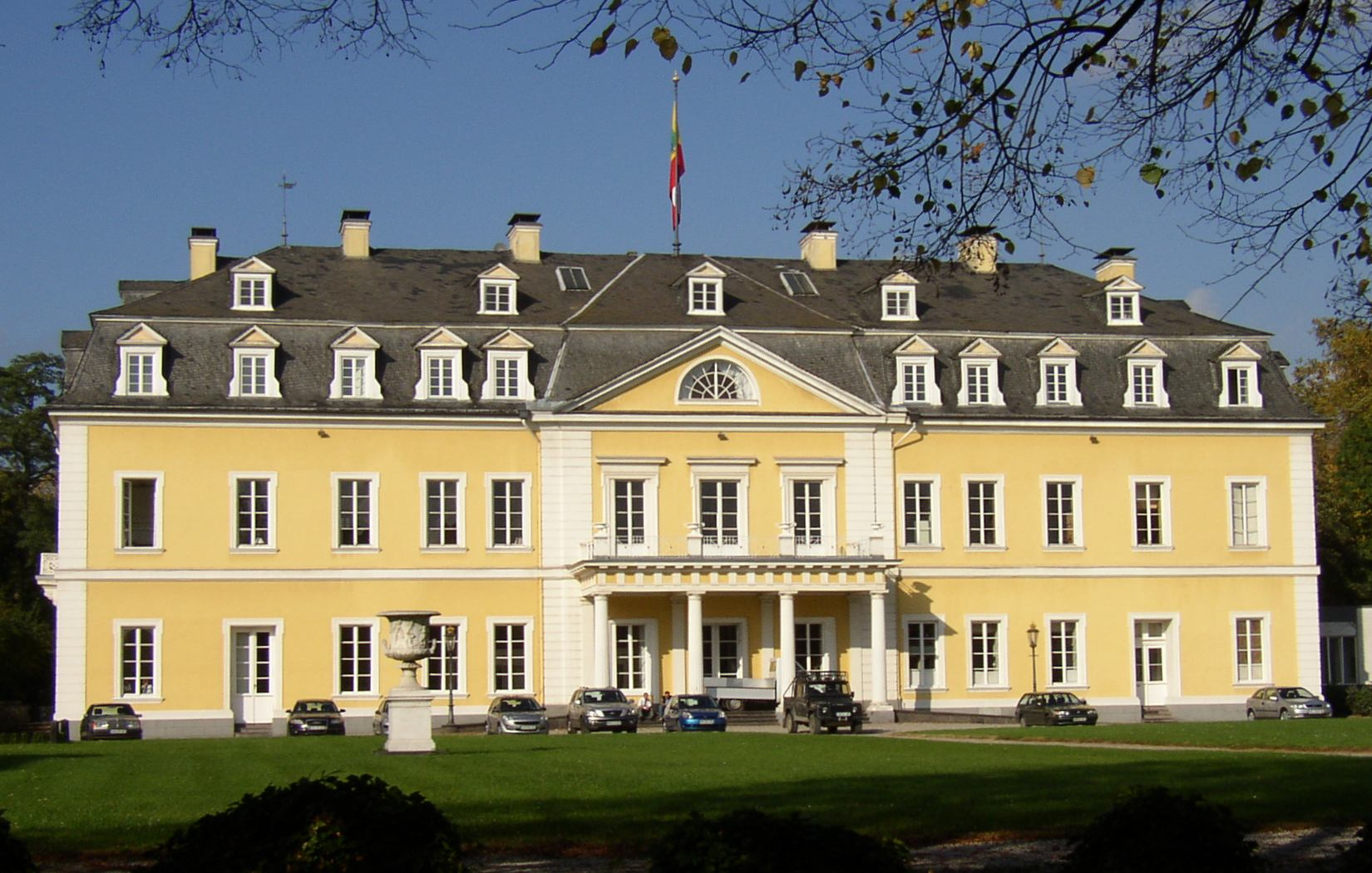
Castillo de Neuwied.

Wied-Neuwied fue un pequeño estado alemán del noroeste de Renania-Palatinado, Alemania, situado al noreste del río Rin, al norte e inclusive de Neuwied. Wied-Neuwied era una partición de Wied, y fue elevado de Condado a Principado en 1784. El Príncipe Alejandro Felipe Maximiliano, segundo hijo del Príncipe Juan Federico Alejandro, fue un famoso explorador, etnólogo y naturalista. Wied-Neuwied fue mediatizado a Nassau y Prusia en 1806.
La Casa de Wied-Neuwied, con Guillermo de Albania gobernó Albania (Principado de Albania). El actual sucesor de esta familia es un posible pretendiente al trono vacante albanés.

## Condes de Wied-Neuwied (1698-1784)
- Federico Guillermo (1698-1737).
- Juan Federico Alejandro (1737-1784).

## Príncipes de Wied-Neuwied (1784-1806)
- Juan Federico Alejandro (1784-1791).
- Federico Carlos (1791-1802).
- Juan Augusto (1802-1806).

### Jefes de la Casa de Wied-Neuwied, 1806- presente
- Juan Augusto (1806-1836).
- Hermann (1836-1864).
- Guillermo (1864-1907).
- Guillermo Federico (1907-1945).
- Federico Guillermo (1945-2000).
- Carlos (2000-2015).
- Maximiliano (2015-presente).